# Jan Novák (Komponist)

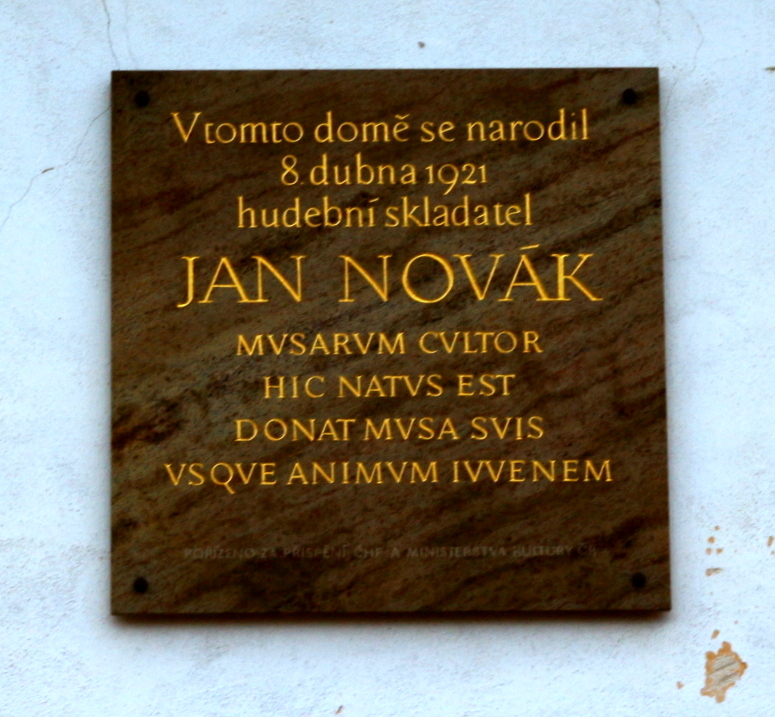
Jan Novák - Gedenktafel am Geburtshaus im mährischen Nová Říše

Jan Novák (* 8. April 1921 in Nová Říše, Tschechoslowakei; † 17. November 1984 in Neu-Ulm) war ein tschechischer Komponist. 

## Leben
Nach dem Abitur in Brünn studierte Novák ab 1940 am Brünner Konservatorium Komposition bei Vilém Petrželka, Klavier bei František Schäfer und Dirigieren bei Bohumír Liška, während des Zweiten Weltkriegs unterbrochen von zweieinhalb Jahren Zwangsarbeit im NS-Deutschland. Er schloss sein Studium 1946 ab und studierte anschließend für je ein Semester an der Akademie der musischen Künste in Prag bei Pavel Bořkovec und an der Janáček-Akademie in Brünn, erneut bei V. Petrželka. Mit Hilfe eines Stipendiums der Ježek-Stiftung konnte er 1947/48 in den USA zunächst am Berkshire Music Centre in Tanglewood bei Aaron Copland und dann in New York bei Bohuslav Martinů studieren. 1948 kehrte er trotz der kommunistischen Machtübernahme in der Tschechoslowakei in seine Heimat zurück; Novák ließ sich in Brünn nieder und heiratete 1949 die Pianistin Eliška (Elissa) Hanousková, mit der er ein Klavierduo bildete; mit ihr führte er unter anderem eigene Werke auf (darunter das Konzert für zwei Klaviere und Orchester beim Festival „Warschauer Herbst“ 1956). Novák wirkte als freischaffender Komponist in Brünn, abgesehen von einer kurzen Tätigkeit als Korrepetitor an der Brünner Staatsoper Anfang der 1950er-Jahre. Während der Brünner Jahre arbeitete er auch mit Brünner Theatern sowie mit verschiedenen Filmregisseuren (u. a. Karel Kachyňa, Jiří Trnka) zusammen. 1963 gründete er mit anderen Musikern und Musiktheoretikern (Josef Berg, Miloslav Ištvan, Alois Piňos, Zdeněk Pololáník) in Brünn die Tvůrčí skupina A („Schöpferische Gruppe A“), die sich dann auch Parasiti Apollinis nannte und sich in Abweichung von der offiziellen Doktrin des Sozialistischen Realismus mit zeitgenössischer Kompositionstechnik beschäftigte.
Durch seine liberale Haltung geriet Novák in Konflikt mit dem kommunistischen Regime (vorübergehender Ausschluss vom tschechoslowakischen Komponistenverband 1961; Entzug staatlicher Aufträge). Nach der Niederschlagung des Prager Frühlings im Sommer 1968 kehrte er von einer Auslandsreise nicht in die Tschechoslowakei zurück. Mit seiner Familie ließ er sich nach einer Zwischenstation in Aarhus (Dänemark) 1970 in Rovereto (Italien) nieder, wo er für drei Jahre als Klavierlehrer an der städtischen Musikschule tätig war. In Rovereto pflegte Novák vor allem auch Kontakt zu Liebhabern des Lateinischen, das seit den ausgehenden 1950er-Jahren einen der Schwerpunkte seines kompositorischen Schaffens darstellte. Daneben dichtete Novák auch selbst in lateinischer Sprache. Er gründete den Chor „Voces Latinae“, der sich insbesondere der profanen lateinischen Chorliteratur widmete, und veranstaltete in Rovereto 1972 die Musikfestspiele „Feriae Latinae“. Novák verließ mit seiner Familie 1977 Rovereto und lebte bis zu seinem Tod als freischaffender Komponist in Neu-Ulm. Zuletzt hatte er einen Lehrauftrag an der Stuttgarter Musikhochschule inne.
In der Tschechoslowakei wurde Novák erst nach dem Umsturz 1989 rehabilitiert. 1990 konnten dort wichtige Werke (Aesopia, Dulcitius) uraufgeführt werden. Von Präsident Václav Havel erhielt Novák 1996 posthum die Verdienstmedaille des Landes, 2005 wurde er mit der Ehrenbürgerwürde der Stadt Brünn ausgezeichnet.

## Werk
Das vielseitige Schaffen Jan Nováks umfasst Instrumentalkompositionen für Orchester und kammermusikalische Besetzungen, Vokalwerke, eine Oper, Bühnenmusiken und Kompositionen für Filme und Hörspiele.
Nováks Werk ist im Wesentlichen dem Neoklassizismus zuzuordnen. In einer mittleren Phase experimentierte er mit Elementen des Jazz, Dodekaphonie, serieller Technik, Aleatorik. Nováks neoklassizistische Ausrichtung ging eine Synthese mit seiner zunehmenden Beschäftigung mit der lateinischen Sprache ein. Lateinische Texte nutzte er vor allem für verschiedene Vokalkompositionen, während er zu Beginn seiner Laufbahn auch tschechische Texte vertont hatte. In seinen Vertonungen lateinischer Texte orientierte sich Novák an den Gesetzmäßigkeiten antiker Metrik, wie es in dieser Form seit der Renaissance nicht mehr üblich gewesen war. Novák war bestrebt, das Metrum lateinischer Verse aus langen und kurzen Silben, die grundsätzlich im Verhältnis 2:1 zueinander stehen, bei der Vertonung exakt wiederzugeben, jedoch ohne dass Monotonie entsteht. Darum variierte Novák die rhythmischen Vorgaben durch unterschiedliche Tondauer; Längen und Kürzen werden jedoch nicht vertauscht. Unterschiedliche Takteinteilungen ermöglichen eine Verlagerung der Betonungen. Vereinzelt ist auch melismatischer Gesang anzutreffen. Nováks genaue Orientierung am lateinischen Metrum (die aber nicht für rhythmische lateinische Dichtung des Mittelalters und nur teils für neulateinische Dichtung gilt), ist singulär und beeinflusste seine Musiksprache stark.
Abgesehen von seinem kompositorischen Schaffen verfasste Novák lateinische Texte, insbesondere Gedichte (Gedichtbände: Ludicra [1965], Suaviloquia [1966]; weitere Einzelgedichte), Dialoge und die kompositionstheoretische Schrift Musica Poetica Latina.

## Werke in Auswahl

### Konzert und Bühne
- Konzert für Oboe und Orchester (1952)
- Baletti a 9 für Nonett (1955)
- Konzert für zwei Klaviere und Orchester (1955)
- Concertino für Bläserquintett (1957)
- Capriccio für Violoncello und Orchester (1958)
- Inventiones per tonos XII für Cembalo (1960)
- Sonata brevis für Cembalo (1960)
- Dulces cantilenae für Sopran und Violoncello (1961)
- Passer Catulli für Bass und Nonett (1962)
- Ioci vernales für Bass, Oktett und Tonband (1964)
- Dido. Kantate für Mezzosopran, Sprecher, Männerchor und Orchester (1967)
- Exercitia mythologica für vier- bis achtstimmigen gemischten Chor (1968)
- Ignis pro Ioanne Palach für Chor und Orchester (1969)
- Apicius modulatus für Singstimme und Gitarre (1971)
- Odarum concentus für Streichorchester (1973)
- Schola cantans für Singstimme und Klavier (1973)
- Dulcitius (Oper, 1974)
- Concentus Biiugis für Klavier zu vier Händen und Orchester (1976)
- Due preludi e fughe für Querflöte (1979)
- Ludi concertantes (1981)
- Sonata da chiesa I und II für Flöte und Orgel (1981)
- Sonata super hoson zes für Violine oder Flöte und Klavier (1981)
- Aesopia für vierstimmigen gemischten Chor und zwei Klaviere bzw. kleines Orchester (1981)
- Vernalis temporis symphonia für Soli, Chor und Orchester (1982)
- Symphonia bipartita (1983)
- Sonata tribus für Querflöte, Violine und Klavier (1982)
- Marsyas für Piccoloflöte und Klavier (1983)
- Cantica Latina für Singstimme und Klavier (erschienen 1985)
- Werkeverzeichnis nach Besetzung:
- Klavierwerke:
- Toccata chromatica (1957)
- Detske hry (Kinderspiele)
- Puerilia (1977)
- Hirundines, 8 piccoli rondo (1970)
- Rustica Musa I (1973)
- Carmina (1976)
- Odae (1979)
- Cinque Capricci  - V Capricinia (1980)
- Elegantiae Tripudiorum, 10 Walzer (1980)
- Prima Sonata (1982)
- 4 Hymni Christiani (1983)
- Klavier 4händig:
- Rustica Musa II (1975)
- Notturno e Toccata (1980)
- Zwei Klaviere:
- Variationes super thema Bohuslavi Martinu (1949)
- Cembalo:
- Inventiones per tonos XII (1960)
- Sonata brevis (1960)
- Orgel:
- Toccata Georgiana (1963)
- Iubilationes (1976, Bärenreiter Prag)
- Violine solo:
- Sonata Solis Fidibus (1980)
- Violine und Klavier:
- Pocket Sonata (1973)
- Sonata super Hoson Zes, Violine oder Flöte (1981)
- Violine und Gitarre:
- Sonata Serenata (1981)
- Viola und Orgel:
- Sonata da Chiesa I (1981)
- Violoncello und Klavier:
- Capriccio, auch mit kleinem Orchester (1958)
- Rotundelli (1981)
- Gitarre:
- Cithara poetica (1977)
- Zwei Gitarren:
- Rosarium, 9 Divertimenti (1975)
- Akkordeon und Klavier:
- Sonata Rustica (1982)
- Flöte solo:
- Due Preludi e Fughe (1979)
- Flöte und Klavier:
- Sonatina (1976)
- Choreae Vernales, auch mit Orchester (1977)
- Sonata super Hoson Zes, auch mit Violine (1983)
- Marsyas, für Piccolo
- Flöte und Orgel:
- Sonata da Chiesa II (1981)
- Zwei Flöten:
- Sonata Gemella (1983)
- Zwei Flöten und Klavier:
- Aeolia (1983)
- Drei Flöten:
- Panisci Fistula, drei Präludien (1972)
- Kammermusik:
- Sonata Tribus für Flöte, Violine und Klavier (1982)
- Sonata Phantasia für Violoncello, Fagott und Klavier (1982)
- Quadricium Fidium, Streichquartett (1978)
- Ioci pastorales für Oboe, Klarinette, Horn und Fagott (1974)
- Strepitus Festivi für vier Hörner (1982)
- Concertino für Bläserquintett (1957)
- VII Metamorphoses in Pastorale L.V.Beethoven für Flöte, Oboe, 2 Violinen, Violoncello und Klavier (1983)
- Balletti a 9 (1955)
- Streichorchester:
- Odarum Concentus, 5 meditationes in metricam Horatianam (1973)
- Streichorchester und Soloinstrumenten:
- Concentus Eurydicae für Gitarre (1971)
- Concentus Bijugis für Klavier zu 4 Händen (1976)
- Choreae Vernales für Flöte, mit Harfe und Celesta oder Klavier
- Kleines Orchester:
- Ludi Concertantes, für 18 Instrumente, (1981)
- Elegantiae Tripudiorum (1980)
- Kleines Orchester mit Soloinstrumenten:
- Konzert für Oboe (1952)
- Capriccio für Violoncello und Orchester (1958)
- Großes Orchester:
- Konzert für zwei Klaviere (1955)
- Pisen Zavisova für Tenor und großes Orchester (1958)
- Variationes super thema Bohuslavi Martinu (1959)
- Filharmonische Tänze (1956, Bärenreiter Prag)
- Ludi Symphoniaci (1978)
- Vernalis Temporis Symphonia mir Chor und Soli (1983)
- Blasorchester:
- Musica Cesariana (1960)
- Vocalmusic mit Begleitung:
- Carmina Sulamitis, Vulgata, für Mezzosopran und Klavier oder kleines Orchester (1947)
- Florilegium Cantionum Latinarum, veters melodiae (1970)
- Schola Cantans, graves autores Latini leviter decantandi, Singstimme und Klavier (1974)
- Columbae pacis et aliud pecus, Sopran oder Tenor und Klavier (1972)
- Cantica Latina, Singstimme und Klavier (1984, Artemis)
- Cantiones Latinae, Singstimme und Gitarre (1971)
- Apicius Modulatus, Sopran oder Tenor und Gitarre (1971)
- Mimus Magicus, Sopran, Klarinette und Klavier (1969)
- Orpheus et Eyrydice, Sopran, Viola d’amore und Klavier
- Passer Catulli, Bass und 9 Instrumente (1962)
- Ioci Vernales, Bass, 8 Instrumente und Tonband (1964)
- Pisen Zavisova, Tenor und großes Orchester (1958)
- Chor a Capella:
- Meditatio Canina, 4 Kinderstimmen (1967)
- Sub Galli Cantum, 3 Stimmen (1977)
- Tri Kanzonety (tres cantilenae), 3 Stimmen (1958)
- Amores Sulpiciae, 4 Frauenstimmen (1967)
- In Ponte Pragensi (Na tom prazskem moste), 4 Mädchenstimmen
- Catulli Lesbia, Männerchor (1967)
- Politicon, Männerchor (1977)
- Gemischter Chor:
- Rana Rupta (1971)
- Exercitia Mythologica (1968)
- Canti Natalizi (1970)
- Invitatio Pastorum (1974)
- Servato Pede et Pollicis Ictu (1974)
- Fugae Vergilianae, gemischtes Chor (1974)
- Eis Aphroditen, Hymn für gemischtes Chor (1980)
- In tumulum Paridis, gemischtes Chor (1983)
- Bene uxorati viri cantus (1978)
- Invocatio Musarum - Eis Mousas kai Apollona, 4 Stimmen (1979)
- Chor und Instrumente:
- Dicteria (1975)
- Tesamentum Apelli, 4 Stimmen und 4 Hörner (1975)
- Ave Maria, 3 rauenstimmen und Orgel (1983)
- Kantaten:
- Dido, Mezzosopran, rezitierende Stimme, Männerchor und großes Orchester (1967)
- Planctus Troadum, Alt, Frauenchor, 8 Violoncelli, 2 Kontrabässe und 2 Schlaginstrumente (1969)
- Ignis pro Ioanne Palach, Chor und Orchester (1969, Bärenreiter Prag)
- Theater:
- Geisterbraut (The Spectre´s Bride, Svatebni Kosile), Ballett in 4 Bildern nach K.J.Erben, auch als Orchestersuite und Suite für Klavier (1954)
- Dulcitius, lyrische Oper nach Hrosvitha von Gandersheim (1974)
- Aesopia, Ballett. 6 Fabeln von Fhaedros für Chor und kleines Orchester mit Introitus and Exitus, auch als
- Aesopia minora für Chor und kleines Orchester oder zwei Klaviere (1981)

### Filmografie
- 1961: Das Mädchen und der schwarze Hengst (Trápení)
- 1963: Schwindelgefühl (Závrat)
- 1964: Die Hofnarrenchronik (Bláznova kronika)
- 1964: Hoffnung (Naděje)
- 1964: Erzählungen über Kinder (Povídky o detech)
- 1964: Nachmittags im Park (Vysoká zed)
- 1965: Es lebe die Republik (At' zije Republika)
- 1966: Das gestohlene Luftschiff (Ukradená vzducholod')
- 1966: Wagen nach Wien (Kočár do Vídně)
- 1975: Des Pudels Kern
- 1982: Wir
- 1987: Keuchhusten (Szamárköhögés)